# Hypsotropa quadripunctella
Hypsotropa quadripunctella is een vlinder uit de familie van de snuitmotten (Pyralidae). De wetenschappelijke naam van de soort is voor het eerst geldig gepubliceerd door Hampson.